# Carbono total
O carbono total é definido pela quantidade de gás carbônico produzido quando uma amostra é oxidada por completo, ele inclui a matéria orgânica dissolvida e o carbono inorgânico, de uma maneira geral é dado por:
- CT= COT (Carbono Orgânico Total) + CI (Carbono Inorgânico)

O COT é aplicado como indicar da qualidade da água e permite determinar o cumprimento das leis de descarga mediante as ações humanas que venham a causar danos ao meio ambiente.